# 許智仁
许智仁（?—?），唐朝安州安陆（今湖北省安陆市）人，祖籍高阳（今河北省高阳县），许绍次子。
唐高祖武德四年（621年），赵郡王李孝恭等伐萧铣，许绍接应，因许绍之功许智仁被授为温州刺史，封孝昌县公。许绍在军中病故後，许智仁继其父为硖州刺史，守夷陵，后来历任太仆少卿、凉州都督。唐太宗贞观年间去世，其弟许圉师。